# 明斯克市政廳

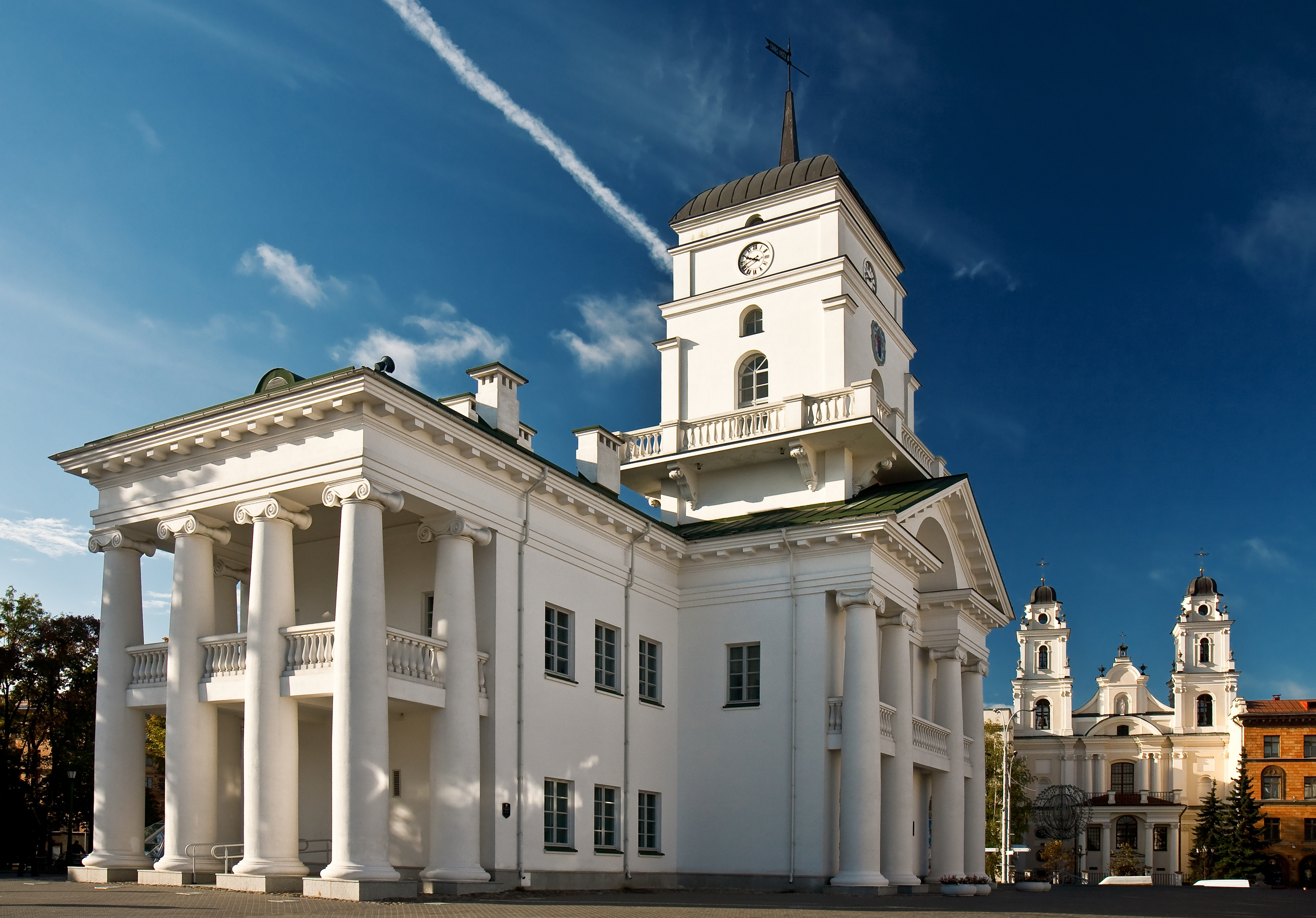
明斯克市政廳

53°54′13″N 27°33′22″E / 53.90356°N 27.55611°E
明斯克市政廳是白俄羅斯首都明斯克的市政廳建築，位於獨立廣場。明斯克市政廳自16世紀開始就已經存在。1857年沙皇尼古拉一世統治時期，明斯克市政廳曾發生大火，之後重建。現在的市政廳建築重建於2002年至2004年。

## 外部連結
- . （原始内容存档于2009-07-17）.